# 파쿤도 토레스
파쿤도 다니엘 토레스 페레스(스페인어: Facundo Daniel Torres Pérez, 2000년 4월 13일 ~ )는 우루과이의 축구 선수로 현재 캄페오나투 브라질레이루 세리이 A의 파우메이라스에서 윙어로 활동하고 있다.